# Desisella strandiella
Desisella strandiella là một loài bọ cánh cứng trong họ Cerambycidae.